# Asten
Asten es un municipio y una población localizada en el sur de los Países Bajos. Tiene una población de 16.264 habitantes y una superficie de 71,38 km².
En esta localidad tiene sede la empresa Fundición de campanas Eijsbouts.

## Núcleos de población
- Asten
- Heusden
- Ommel

## Ciudades hermanadas
- Hattorf am Harz (Alemania)